# Plaça de l'Església (Canet de Mar)
La Plaça de l'Església és una obra de Canet de Mar (Maresme) inclosa a l'Inventari del Patrimoni Arquitectònic de Catalunya.

## Descripció
Església ubicada entre la plaça Colomer i la Plaça de l'església. Les escales d'accés a l'església resolen el desnivell entre les dues i fan d'aquest lloc un dels més animats de la població.

## Història
A la plaça Gabriel Macià hi havia una torre anomenada la torre de Can Macià, que fou enderrocada l'any 1924.